# Pulaosaurus
Pulaosaurus ist eine ausgestorbene Gattung der Vogelbeckensaurier (Ornithischia) aus der Gruppe der Neornithischia. Sie lebte vor etwa 160 Millionen Jahren im Mitteljura (Callovian-Oxfordian-Zeitalter). Funde stammen aus der Tiaojishan-Formation von Hebei, China, nämlich ein fast vollständiges Skelett mit Schädel und Weichteilabdrücken. Es ist das erst zweite bekannte Beispiel für einen fossil erhaltenen Kehlkopf bei einem Nicht-Vogel-Dinosaurier. Der Fund ist von Bedeutung für das Verständnis von Lauten bei ausgestorbenen Dinosaurierarten (vor allem Nicht-Vogel-Dinosaurier).
Die Gattung enthält eine einzige Art, Pulaosaurus qinglong, die 2025 erstbeschrieben wurde.

## Fund
Der Holotyp IVPP V30936 umfasst ein nahezu vollständiges Skelett, das auf einer Sandsteinplatte erhalten ist.
Im Fossil wurden auch Kololithen, Überreste von Mageninhalt, gefunden, die auf eine pflanzenbasierte Ernährung hinweisen.
Pulaosaurus ist der erste Vertreter der Neornithischia, der in der Yanliao-Biota gefunden wurde, obwohl Mitglieder dieser Gruppe schon viel länger aus anderen Fossilienlagerstätten desselben Alters bekannt sind. Der Fund schließt laut Studienleiter Xing Xu eine Lücke in der Fossilüberlieferung. Demnach haben sich die frühen Neornithischia offenbar von ihrem Ursprungsgebiet im Südwesten nach Nordostchina ausgebreitet.

## Beschreibung und Bedeutung
Pulaosaurus ist ein kleiner Vertreter der Neornithischia und erreichte eine Körperlänge von rund 72 cm und circa 30 cm in der Höhe. 
Das Skelett zeigt sowohl basale als auch fortschrittliche Merkmale der Ornithischia. Die Vorderbeine haben noch fünf Finger, während der Oberschenkelknochen vogelähnliche Merkmale aufweist.
Die Kehlkopfknorpel zeigen eine blattartige Form, die an den Aufbau des Kehlkopfes moderner Vögel erinnert, obwohl es sich um einen Nicht-Vogel-Dinosaurier handelt. Pulaosaurus könnte damit fähig gewesen sein, komplexe, vogelähnliche Laute zu produzieren.

## Systematik
Die äußere Systematik gibt das folgende Kladogramm nach Yang, King, & Xu (2025) wieder, das auf zwei phylogenetischen Analysen der Studienautoren beruht:
|  | Minimocursor                                                 |
|  |                                                              |
|  | \| \| Pulaosaurus \| \| \| \| \| \| Sanxiasaurus \| \| \| \| |
|  |                                                              |
|  | Pulaosaurus                                                  |
|  |                                                              |
|  | Sanxiasaurus                                                 |
|  |                                                              |

|  | Pulaosaurus  |
|  |              |
|  | Sanxiasaurus |
|  |              |

|  | Minimocursor                                                 |
|  |                                                              |
|  | \| \| Pulaosaurus \| \| \| \| \| \| Sanxiasaurus \| \| \| \| |
|  |                                                              |
|  | Pulaosaurus                                                  |
|  |                                                              |
|  | Sanxiasaurus                                                 |
|  |                                                              |

|  | Pulaosaurus  |
|  |              |
|  | Sanxiasaurus |
|  |              |